# Tita Galatro
Balbina Margarita Galatro cuyo nombre artístico era Tita Galatro (Avellaneda, GBA, Argentina; 31 de marzo de 1914 - Buenos Aires; 27 de agosto de 1988) fue una actriz y cancionista argentina.

## Carrera
De voz encantadora, suave, dotada de un temperamento original, cursó su instrucción primaria en la escuela María Auxiliadora en Bernal.
Desde pequeña mostró inclinación hacia el canto. Admiraba a Rosita Quiroga y Libertad Lamarque y cantaba acompañada por los discos, mientras que la familia y sus amigos la impulsaban a cultivar esa aptitud.  En un festival hacía falta un número de canto y le solicitaron su participación al reconocerla en la platea. Le fue imposible negarse al pedido de los amigos y accedió. Cantó acompañada por un pianista improvisado, con tanta aceptación que se vio obligada a repetir su interpretación varias veces.
Hija de Elías y María Francisca Delfino de Galatro, debutó en 1928 como actriz de teatro junto a Olinda Bozán  con la obra Los caballos del altillo en el Teatro de la Comedia. Trabajó junto a Bozán por cuatro años, y luego formó parte de la compañía cómica del actor Paquito Busto.
Como cancionista apareció en 1930 en Radio Splendid, como cancionista y destinó su primer sueldo a la compra de perfumes.
En 1932, actuó fugazmente en Radio América, llevada por Pablo Osvaldo Valle. Al año siguiente pasó a integrar el recordado conjunto de novelas gauchas , Chispazos de Tradición, de Andrés González Pulido, en el papel de "Almabruja", en la obra El Matrero de la Luz.
En 1933 trabaja en Radio París compartiendo las audiciones con Ignacio Corsini y Carlos Acuña (quien por entonces se hacía llamar "Carlos Dillon"), entre otros.
En 1934, se anunció su retorno al elenco de Chispazos de Tradición, esta vez en la obra El Puñal de los Centauros, en el papel de Jimena, pero en marzo, al comenzar la novela, Tita no participó en ella y fue reemplazada por Amelia Peña.
En el año 1934 se destacó su presencia en el festival realizado en el Teatro Cervantes y que fuera organizado por los alumnos de la Escuela Industrial de la Nación, junto a otros números calificados de la radiotelefonía.
Según la revista La Canción Moderna, Tita Galatro podía contarse entre las artistas preferidas de esa publicación, junto a Charlo, Tita Merello, Azucena Maizani, Andrés Falgás, Amanda Ledesma y Ricardo Ruiz. Fue una de las estrellas de la radio que felicitó al equipo campeón de fútbol: Boca Juniors.
En abril de 1935 participa en un festival realizado en el Luna Park, lo repitió en julio de ese año donde estuvo presente en el importante homenaje realizado a Carlos Gardel.
Tita dejó pocos registros para los sellos Nacional-Odeon y Victor con los temas Tango sin letra, Gota de lluvia y Por la vuelta.
En junio de 1936, participó en un acto en honor y beneficio de Andrés González Pulido que tuvo lugar en el Teatro Variedades y el 9 de julio intervino en el programa extraordinario de Radio Belgrano con motivo de la fecha patria y del decimosegundo aniversario de la mencionada emisora.
En pleno apogeo se alejó de las actuaciones públicas y recién regresa a los micrófonos de Radio Mitre en octubre de 1942. Fue una cantante que actuó en distintos conjuntos y como solista, secundada por guitarra.
Su primo era el bandoneonista y actor José Ceglie (20 de noviembre de 1883 - 31 de octubre de 1957), cuyas composiciones fueron interpretadas por Galatro en radio.
La cantante y actriz radial Tita Galatro falleció el sábado 27 de agosto de 1988 a los 79 años de edad por causas naturales. La noticia de su deceso fue comunicada por la emisora de Radio Belgrano.

## Temas interpretados
- Es tanto lo que te quiero
- Temblando
- El seguidor
- De pura cepa
- Frente a tu rancho
- La casita de mis viejos
- Pordioseros
- Flor del valle
- Bajo Belgrano
- Por qué llorás hermano
- Tango sin letra
- Por la vuelta
- Gota de lluvia

## Teatro
- 1928: Los caballos del altillo en el Teatro de la Comedia.
- 1932: La música del riachuelo, sainete lírico. Estrenado en el Teatro Apolo con la Gran "Compañía Argentina de Comedias y Saínetes Olinda Bozán". En elenco compartió cartel con Rosita Arrieta, Francisco Charmiello, Pablo Fiorito, Carlos Morales, entre otros.
- 1932: Hoy te llaman milonga. Con música de Roberto Firpo.